# Grumpy
Grumpy è un film del 1930, diretto da George Cukor.
Tratto da una commedia di successo, è il primo film che George Cukor firma come regista (insieme a Cyril Gardner, già routinier del cinema muto). Tratta delle avventure di un avvocato ritiratosi a vita privata, che si trova costretto a seguire le tracce di un diamante rubato.
Il film, adattamento cinematografico della commedia Grumpy, è il remake del film omonimo diretto nel 1923 da William C. de Mille.

## Produzione
Il film fu prodotto dalla Paramount Pictures (con il nome Paramount Publix Corporation). Venne girato a Kernville, in California e nei Kaufman Astoria Studios, al 3412 36th Street di Astoria, nel Queens.

## Distribuzione
Distribuito dalla Paramount Pictures, il film uscì nelle sale cinematografiche USA il 1º agosto 1930.